# Liste der Grafschaften und Herzogtümer Frankreichs
Die folgende Liste der Grafschaften und Herzogtümer Frankreichs enthält die französischen Herrschaften, die aus der fränkischen Gauverfassung, dem Amtsbezirk eines Grafen (Comté), entstanden sind, sowie die Herrschaften, die sich daraus entwickelten.
Es wurden auch diejenigen Herrschaften aufgenommen, die – wie zum Beispiel Lothringen – erst später zu Frankreich gekommen sind.
Die meisten dieser Grafschaften und Herzogtümer wurden im Lauf der Jahrhunderte der Krondomäne (Domaine royal) angegliedert und in Provinzen umgewandelt. Andere Herrschaften wurden durch Standeserhöhungen zu Titulargrafschaften und -herzogtümern erhoben.

## A
- Grafschaft Albon

Frankreich 1030

- Grafschaft, später Herzogtum Alençon
- Grafschaft Amiens
- Grafschaft, später Herzogtum Angoulême
- Grafschaft Anjou (oder Grafschaft Angers)
- Herzogtum Aquitanien (Pair von Frankreich)
- Grafschaft Arles
- Grafschaft Artois
- Grafschaft Armagnac
- Grafschaft Arques auch Grafschaft Talou genannt, in der Normandie
- Grafschaft Astarac
- Grafschaft, später Herzogtum Aumale, in der Normandie
- Grafschaft Autun
- Grafschaft Auvergne (siehe auch: Dauphin von Auvergne), zu unterscheiden vom
- Herzogtum Auvergne
- Grafschaft Auxerre
- Grafschaft Auxonne
- Grafschaft Avallon
- Grafschaft Avignon

## B
- Grafschaft, später Herzogtum Bar
- Grafschaft Bar-sur-Aube
- Grafschaft Bar-sur-Seine
- Grafschaft Bayeux
- Grafschaft Beaumont-le-Roger in der Normandie
- Grafschaft Beaumont-sur-Oise
- Herzogtum Berry
- Grafschaft Bigorre
- Grafschaft Blois
- Herzogtum Bouillon
- Grafschaft Boulogne
- Herrschaft, später Herzogtum Bourbon
- Grafschaft Bourges
- Grafschaft Braine
- Herzogtum Bretagne (und Herrscherliste Bretagne)
- Grafschaft Brie
- Grafschaft Brienne
- Grafschaft Brionne in der Normandie
- Herzogtum Burgund (Pair von Frankreich)
- Freigrafschaft Burgund (Franche-Comté)
  - Liste der Herrscher von Burgund

## C
- Grafschaft Cambrai
- Grafschaft Carcassonne
- Grafschaft Cerdagne
- Grafschaft Chalon-sur-Saône

Frankreich 1180

- Grafschaft Champagne (Pair von Frankreich)
- Grafschaft Charolais
- Grafschaft Chartres
- Grafschaft Châteaudun
- Grafschaft Clermont (Auvergne) siehe auch Dauphin von Auvergne
- Grafschaft Clermont-en-Beauvaisis
- Herzogtum Clermont-Tonnerre
- Grafschaft Coligny, Markgrafschaft Coligny und Herzogtum Coligny
- Grafschaft Comminges
- Grafschaft Corbeil
- Corbonnais
- Grafschaft Cornouaille in der Bretagne
- Grafschaft Crécy
- Grafschaft Créhange
- Grafschaft Crépy

## D
- Grafschaft Dammartin
- Grafschaft Dauphiné von Auvergne
- Grafschaft Dauphiné von Viennois
- Grafschaft Dol in der Bretagne
- Grafschaft Dreux
- Grafschaft Dunois

## E
- Grafschaft, später Herzogtum Étampes
- Grafschaft Eu in der Normandie
- Grafschaft Évreux in der Normandie

## F
- Grafschaft Flandern (Pair von Frankreich)
- Grafschaft Fézensac
- Grafschaft Foix
- Grafschaft Forez
- Grafschaft Forcalquier

## G

Frankreich 1388

- Herzogtum, zeitweise Königreich Gascogne
- Grafschaft Gaure
- Grafschaft Gévaudan
- Grafschaft Gien
- Grafschaft Goëllo in der Bretagne
- Grafschaft Grenoble
- Grafschaft Guingamp in der Bretagne
- Grafschaft Guînes
- Herzogtum Guyenne und Herzog von Aquitanien

## H
- Grafschaft Hennegau (Hainaut)
- Grafschaft Hiémois in der Normandie

## I
- Grafschaft Ivry in der Normandie

## J
- Grafschaft Joigny

## L
- Grafschaft Laon
- Grafschaft Laval
- Grafschaft Ligny
- Grafschaft Limoges
- Grafschaft, später Herzogtum Longueville
- Herzogtum Lothringen
- Grafschaft Lyon

## M
- Grafschaft Mâcon
- Grafschaft Madrie
- Grafschaft, später Herzogtum Maine
- Grafschaft Mantes
- Grafschaft La Marche
- Grafschaft Mayenne
- Grafschaft Meaux
- Grafschaft Melgueil
- Grafschaft Meulan
- Grafschaft Melun
- Grafschaft Metz
- Grafschaft Montfort-l’Amaury
- Grafschaft, später Herzogtum Montpensier
- Grafschaft Montreuil
- Grafschaft Mortain in der Normandie

## N
- Grafschaft Nantes in der Bretagne

Frankreich 1477

- Herzogtum Narbonne (das seitherige Septimanien)
- Herzogtum Nemours
- Grafschaft, später Herzogtum Nevers
- Grafschaft Nizza
- Herzogtum Normandie (Pair von Frankreich)

## O
- Fürstentum Orange
- Grafschaft Orléans
- Herzogtum Orléans
- Ostrevant

## P
- Grafschaft Pardiac
- Grafschaft Paris
- Grafschaft, später Herzogtum Penthièvre in der Bretagne
- Grafschaft Perche
- Grafschaft Périgord
- Grafschaft Poher in der Bretagne
- Grafschaft Poitou oder Grafschaft Poitiers
- Grafschaft Ponthieu und Liste der Grafen von Ponthieu
- Grafschaft Porcéan
- Grafschaft Porhoët in der Bretagne
- Grafschaft Provence

## R
- Grafschaft, später Herzogtum Reims
- Grafschaft Rennes in der Bretagne
- Grafschaft, später Herzogtum Rethel
- Grafschaft Rochefort
- Grafschaft Rodez
- Grafschaft Roucy
- Grafschaft Rouergue
- Grafschaft Rouen in der Normandie
- Grafschaft Rougé
- Grafschaft Roussillon

## S
- Grafschaft Saint-Pol
- Grafschaft Salm
- Grafschaft Sancerre

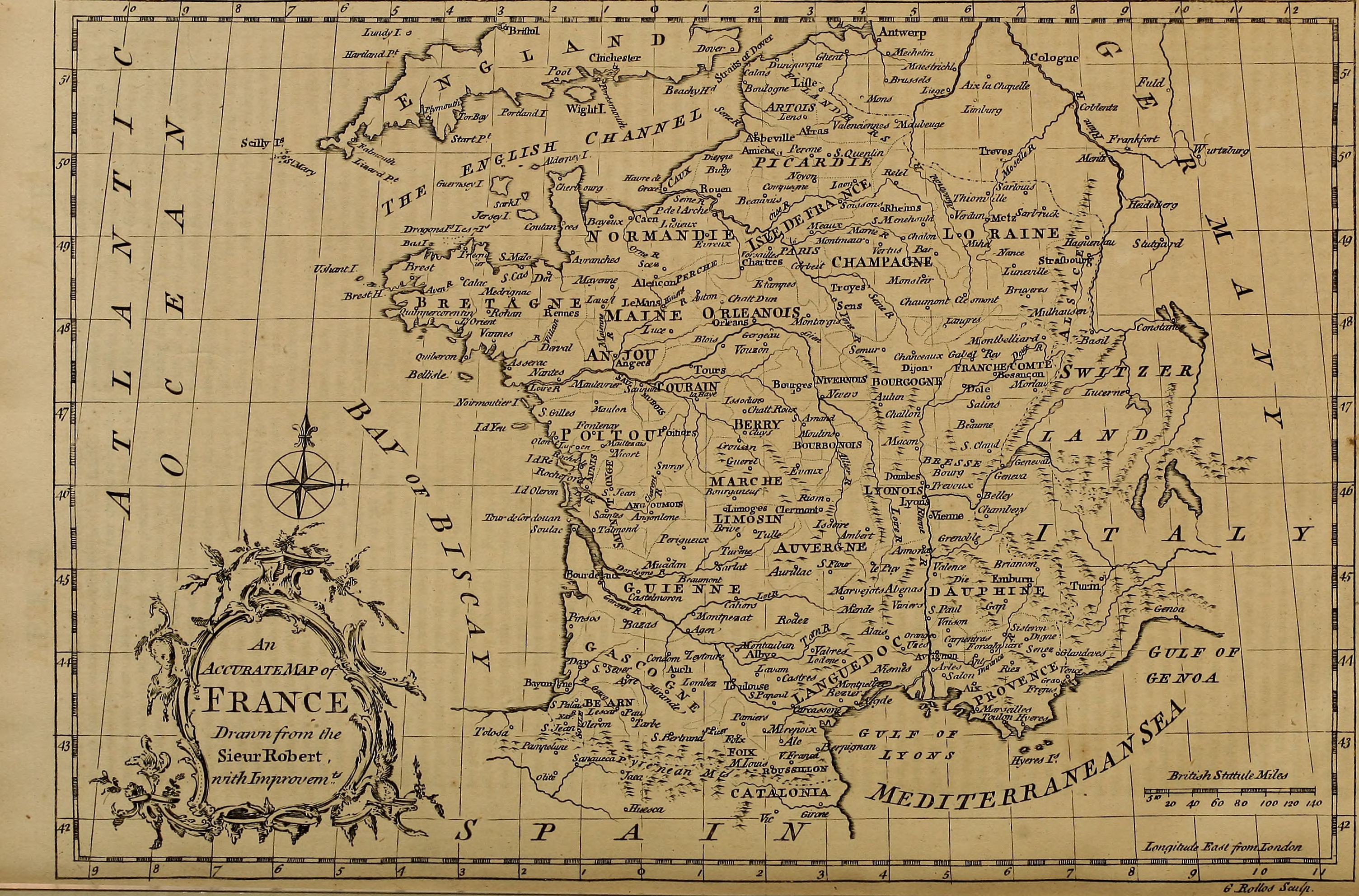
Frankreich 1766

- Grafschaft, später Herzogtum Savoyen und Haus Savoyen
- Grafschaft Senlis
- Grafschaft Sens
- Markgrafschaft Septimanien
- Grafschaft Soissons

## T
- Grafschaft Tancarville in der Normandie
- Grafschaft Tonnerre
- Grafschaft Toulouse (Pair von Frankreich)
- Grafschaft Tours
- Grafschaft Tréguier
- Grafschaft Troyes

## U
- Herzogtum Uzès

## V
- Grafschaft Valois
- Grafschaft Vannes in der Bretagne
- Grafschaft Vaudémont
- Grafschaft, später Herzogtum Vendôme
- Grafschaft Ventadour
- Grafschaft Verdun
- Grafschaft Vermandois
- Grafschaft Vertus
- Grafschaft Vexin
- Grafschaft Vienne (siehe auch: Dauphin von Viennois)
- Grafschaft Vintimille (Ventimiglia)
- Grafschaft Vitry
- Grafschaft Viviers